# Благодатное (Волновахский район)
Благода́тное — посёлок в Волновахском районе Донецкой области на реке Кашлагач (правый приток Мокрые Ялы).
Основано как село в 1840 году. В 1938 г. Благодатному присвоен статус посёлка городского типа.  

## Население
- 1959 год — 2 200 человек;
- 1970 год — 1 600 человек;
- 1979 год — 1 400 человек;
- 1989 год — 1 300 человек;
- 1992 год — 1 300 человек;
- 1999 год — 1 400 человек;
- 2001 год — 1 312 человек;
- 2009 год — 1 246 человек;
- 2010 год — 1 216 человек;
- 2011 год — 1 204 человек;
- 2019 год — 1 097 человек;[1]

## Экономика
Бывший колхоз «Шлях к Коммунизму», отделение «Сельхозтехники». Памятник В. Е. Граффу.
Благодатненскому поселковому совету административно подчинён пгт Графское.